# Campeonato Carioca de Futebol de 1937 (FMD)
O Campeonato Carioca de Futebol de 1937 foi a 38.ª edição da competição de futebol organizado pela pela Federação Metropolitana de Desportos (FMD). Foi vencido pelo São Cristóvão, ao conquistar o primeiro turno da competição sobre o Botafogo, com uma campanha invicta de sete vitórias em sete partidas disputadas.
Devido às negociações com a Liga Carioca de Football (LCF) e à dissolução da FMD, o segundo turno não foi realizado, com a nova entidade, a Liga de Futebol do Rio de Janeiro (LFRJ, que deu origem a atual Federação de Futebol do Estado do Rio de Janeiro), promovendo outro torneio no mesmo ano. Consequentemente, foi o último campeonato organizado pela FMD.

## História
O certame começou em 2 de maio de 1937, sendo prevista a realização de dois turnos e que o campeão de cada turno se enfrentariam para decidir o título. Após 26 partidas realizadas e faltando apenas duas (Olaria x Vasco da Gama e Vasco da Gama x Botafogo),[carece de fontes?] o São Cristóvão estava liderando a disputa e já não poderia ser mais alcançado pelos concorrentes, tornando-se matematicamente campeão carioca do primeiro turno.
Entretanto, enquanto corria o campeonato da FMD, os presidentes de Vasco da Gama e America negociavam a pacificação entre as duas ligas rivais – a dissidente Liga Carioca de Football (LCF) e a oficial Federação Metropolitana de Desportos – que organizavam campeonatos próprios separados no Rio de Janeiro, desde 1933, e acertavam a dissolução das duas entidades para a criação da Liga de Futebol do Rio de Janeiro (LFRJ). Em 31 de julho do mesmo ano, Vasco da Gama e America realizaram o "Clássico da Paz", que foi o primeiro jogo sob a direção da nova liga, apoiada pelo próprio São Cristóvão. Em 3 de setembro o extinto Conselho Geral da FMD proclamou o Tóvão como o seu campeão de 1937, mas o título caiu em esquecimento.
Com a dissolução abrupta da FMD, o campeonato de 1937 foi suspenso antes do término do primeiro turno e, de acordo com jornais da época, como a edição de 4 de setembro de 1937 do Jornal dos Sports e a edição de 5 de setembro da Gazeta de Noticias, o São Cristóvão foi declarado campeão. No campeonato da LFRJ, o São Cristóvão ficou em quarto lugar (empatado com Botafogo e America, estando atrás deste primeiro e na frente deste outro no saldo de gols), vendo o Fluminense como campeão.
Em 21 de dezembro de 2023, 86 anos do campeonato ter sido realizado e 45 anos após a fundação da FERJ (1978), o São Cristóvão conseguiu a oficialização do bicampeonato: em reunião do conselho da entidade, votou-se, por unanimidade, pelo reconhecimento do título.
Empataram como artilheiros: Carreiro, Caxambu e Roberto, todos do São Cristóvão, com 7 gols.

## Classificação
| Classificação | Classificação | Classificação | Classificação | Classificação | Classificação | Classificação | Classificação | Classificação | Classificação |
| Pos           | Time          | PG            | J             | V             | E             | D             | GP            | GS            | SG            |
| ------------- | ------------- | ------------- | ------------- | ------------- | ------------- | ------------- | ------------- | ------------- | ------------- |
| 1             | São Cristóvão | 14            | 7             | 7             | 0             | 0             | 28            | 10            | +18           |
| 2             | Madureira     | 11            | 7             | 5             | 1             | 1             | 21            | 7             | +14           |
| 3             | Vasco da Gama | 7             | 5             | 3             | 1             | 1             | 7             | 5             | +2            |
| 4             | Bangu         | 6             | 7             | 3             | 0             | 4             | 11            | 15            | -4            |
| 5             | Olaria        | 5             | 6             | 2             | 1             | 3             | 14            | 15            | -1            |
| 5             | Botafogo      | 5             | 6             | 2             | 1             | 3             | 7             | 9             | -2            |
| 7             | Carioca       | 3             | 7             | 1             | 1             | 5             | 7             | 18            | -11           |
| 8             | Andarahy      | 1             | 7             | 0             | 1             | 6             | 5             | 21            | -16           |

## Premiação
| Campeonato Carioca de 1937        |
| --------------------------------- |
| Rio de Janeiro                    |
| São Cristóvão Campeão (2° título) |